# Juan Rodríguez (Leichtathlet)
Juan Carlos Rodríguez Marroquín (* 19. Dezember 1994) ist ein salvadorianischer Leichtathlet, der sich auf den Sprint spezialisiert hat.

## Sportliche Laufbahn
Erste internationale Erfahrungen sammelte Juan Rodríguez vermutlich im Jahr 2015, als er bei den Zentralamerikameisterschaften in Managua in 11,03 s den achten Platz im 100-Meter-Lauf belegte. Im Jahr darauf schied er bei den U23-NACAC-Meisterschaften in San Salvador mit 11,21 s im Vorlauf über 100 Meter aus und belegte mit der salvadorianischen 4-mal-100-Meter-Staffel in 42,26 s den siebten Platz. 2017 gelangte er bei den Zentralamerikameisterschaften in Tegucigalpa mit 10,85 s auf den fünften Platz über 100 Meter und schied im 200-Meter-Lauf mit 22,66 s in der Vorrunde aus. Anschließend wurde er bei den Zentralamerikaspielen in Managua in 10,85 s Fünfter über 100 Meter und gewann mit der 4-mal-100-Meter-Staffel in 41,39 s die Silbermedaille hinter dem Team aus Belize und in der 4-mal-400-Meter-Staffel sicherte er sich in 3:20,44 min die Bronzemedaille hinter den Teams aus Costa Rica und Nicaragua. Im Jahr darauf startete er im 60-Meter-Lauf bei den Hallenweltmeisterschaften in Birmingham und schied dort mit 7,03 s in der ersten Runde aus. 2019 belegte er bei den Zentralamerikameisterschaften in Managua in 10,53 s den fünften Platz über 100 Meter und 2021 wurde er bei den Zentralamerikameisterschaften in San José im Finale disqualifiziert. Zudem gewann er in 42,23 s die Silbermedaille in der 4-mal-100-Meter-Staffel hinter dem Team aus Costa Rica. Im Jahr darauf belegte er bei den Zentralamerikameisterschaften in Managua in 11,07 s den sechsten Platz über 100 Meter und siegte mit der Staffel in 42,57 s. 2023 gewann er bei den Zentralamerikameisterschaften in San José in 10,53 s die Silbermedaille über 100 Meter hinter dem Panamaer Alexander Salazar und mit der Staffel verteidigte er in 41,07 s seinen Titel. Anschließend schied er bei den Zentralamerika- und Karibikspielen in San Salvador mit 10,77 s im Vorlauf über 100 Meter aus und belegte mit der Staffel in 41,29 s den sechsten Platz.

## Persönliche Bestleistungen
- 100 Meter: 10,53 s (−1,7 m/s), 6. Mai 2023 in San José
  - 60 Meter: 6,96 s (−0,6 m/s), 11. März 2023 in San Salvador
- 200 Meter: 22,26 s (0,0 m/s), 8. Juni 2019 in Guatemala-Stadt